# Harmony (Minnesota)
Pour les articles homonymes, voir Harmony.
Harmony est une ville du comté de Fillmore dans le Minnesota, aux États-Unis.

## Démographie
| Groupe            | Harmony | Minnesota | États-Unis |
| ----------------- | ------- | --------- | ---------- |
| Blancs            | 98,1    | 85,3      | 72,4       |
| Métis             | 1,2     | 2,4       | 2,9        |
| Afro-Américains   | 0,3     | 5,2       | 12,6       |
| Asiatiques        | 0,2     | 4,0       | 4,8        |
| Amérindiens       | 0,2     | 1,1       | 0,9        |
| Autres            | 0       | 2,0       | 6,4        |
| Total             | 100     | 100       | 100        |
|                   |         |           |            |
| Latino-Américains | 1,0     | 4,7       | 16,7       |

Selon l'American Community Survey, pour la période 2011-2015, 100 % de la population âgée de plus de 5 ans déclare parler anglais à la maison.